# Эпштейн, Олег Ефимович
Олег Ефимович Эпштейн (англ. Oleg Epstein; 12 мая 1956, Казань — 29 декабря 2023) — советский фигурист, российский и американский тренер по фигурному катанию. Был тренером Международной академии фигурного катания (англ. International Skating Academy). Мастер спорта СССР (1973).

## Биография
Выпускник школы № 9 города Свердловска (1973). Мастер спорта СССР (1973).
Эпштейн до 2000 года тренировал советских и российских фигуристов. Наиболее известными его подопечными были Ирина Лобачёва, Илья Авербух, Роман Костомаров, Максим Ставиский, Анна Семенович, Виктория Синицина, Никита Кацалапов.
С 2000 года работал в США. Среди фигуристов, с которыми ему пришлось заниматься, можно отметить олимпийского чемпиона 2010 года Эвана Лайсачека, танцоров Майю и Алекса Шибутани и одиночницу Грейси Голд. Также в 2018 году он вместе с Рави Валия был тренером канадца Патрика Чана, который под их руководством завоевал со сборной титул олимпийского чемпиона на Олимпиаде в Пхёнчхане, а также стал девятым в личном турнире.
Скончался 29 декабря 2023 года на 68-м году жизни.